# 臺北市松山區西松國民小學
臺北市立西松國民小學，簡稱西松國小，位於臺灣臺北市松山區三民路5號。原校地的一部份與臺北市立西松國民中學（西松國中）共用，於1996年（民國85年）08月因西松國中遷校而恢復完整。除了標準的六個年級共49班的普通班級與7個資源班之外，西松國小尚附設有為數8班的幼稚園（西松附幼）與針對社會教育而設置的附設補校。

## 校史
- 1936年4月1日：西松國小於日治時期成立，建校時原名臺北市州立西松山公學校，並且假松山慈祐宮右廂房作為臨時教室使用。
- 1937年4月：新校舍落成，正式遷入現址。
- 1941年4月：更名為臺北市若松國民學校。
- 1945年11月：陳金含奉派接收若松國校，成為戰後第一任校長。
- 1946年2月：更名為臺北市西松國民學校。
- 1946年3月：周進才繼任第二任校長。
- 1949年8月：於今日濱江街處設置下塔悠分校。
- 1953年2月：下塔悠分校獨立，成為今日的濱江國小，但該校已因基隆河截彎取直工程遷至他址。
- 1960年9月：陳文慶繼任第三任校長。
- 1962年9月：曹耀西繼任第四任校長。
- 1967年2月：李國嬚繼任第五任校長。
- 1968年9月1日：配合九年國民教育的實施，更改校名為臺北市松山區西松國民小學。
- 1972年：郭秋麟繼任第六任校長。
- 1973年2月：林國舜繼任第七任校長。
- 1983年8月：顏炳欽繼任第八任校長。
- 1989年8月：簡進財繼任第九任校長。
- 1998年8月：原在文化國小任職的周錦鐘轉任西松國小第十任校長。
- 2005年8月：原在明德國小任職的許瑛珍轉任西松國小第十一任校長。
- 2012年8月：原在溪口國小任職的連世傑轉任西松國小第十二任校長。
- 2019年8月：原在麗湖國小任職的胡慧宜轉任西松國小第十三任校長。

## 校訓
誠、恕、樸、毅

## 知名校友
- 張靜之
- 卜學亮：知名藝人
- 李明依：知名藝人
- Mr. 6：知名網路作家
- 賀軍翔：知名演員
- 郭鑫：知名藝人
- 高凌風：臺灣已故的著名搖滾歌手、演員、主持人

## 爭議
2018年年尾的時候，一位小學六年級女同學舉報同班的一位男同學於考試作弊。
。男同學甚至在該女同學道歉後繼續以不雅字眼欺負。由於該男同學的家長為學校家長會會長，引發了一連串質疑，認為家長可能向校長施壓。。校方消極的處理態度讓女同學的家長尋求台北市議員的協助。事件在市議員介入後，班導師和涉事的男同學才向該位舉報的女同學道歉。事件在公開後引發社會爭議，並引發社會對家長會長干涉學校事務和教師師處理手法的質疑。校方最後在事件公開後向公眾致歉。大眾媒體對於此事件報導偏頗，並無求證事情原貌，當時引起網友情緒化留言，網路公審。

## 外部連結
- （繁體中文）西松國小官方網站（页面存档备份，存于）